# Molenbeek (Vierlingsbeek)
De Molenbeek is een beek die bij Vierlingsbeek in de Maas stroomt.
De Molenbeek begint bij Ysselsteyn als Loobeek, stroomt langs Merselo en ten noordoosten van Venray. Tussen Venray en Overloon verenigt de Loobeek zich met het Afleidingskanaal en vanaf Holthees heet de beek Molenbeek. Deze Molenbeek moet niet worden verward met de Groote Molenbeek die bij Wanssum in de Maas stroomt.
Bij Vierlingsbeek stond de Beekse Molen op de beek. Van deze watermolen is nog een restant aanwezig.